# Robert William Seton-Watson

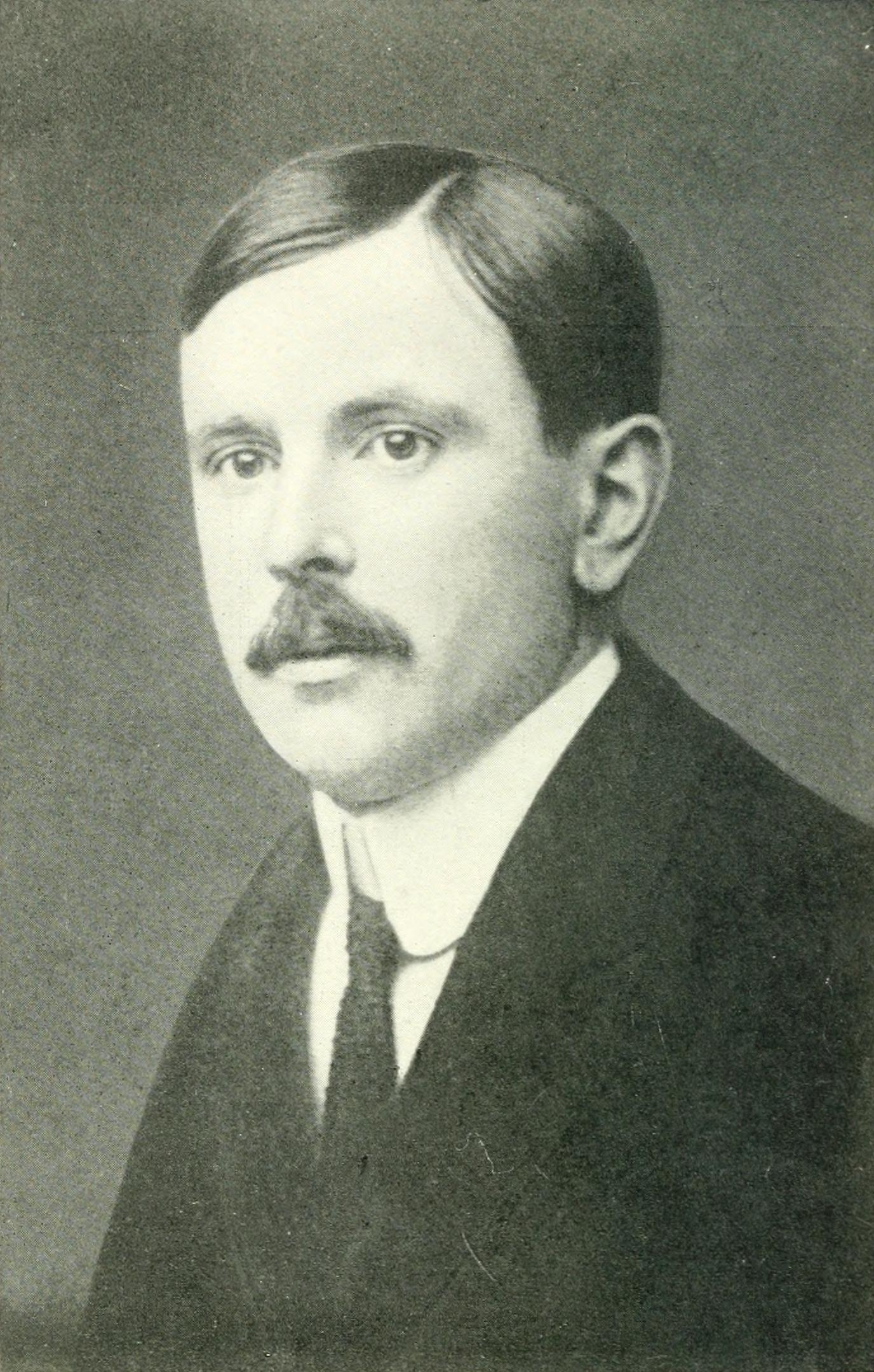
Robert William Seton-Watson

Robert William Seton-Watson (bis 1897: Robert William Watson, Pseudonym: Scotus Viator; * 20. August 1879 in London; † 25. Juli 1951 auf Skye, Vereinigtes Königreich) war ein britischer Historiker.

## Leben
Er studierte an der Universität Oxford, wo er 1902 seinen Abschluss in Neuerer Geschichte machte. Danach verbrachte er Studienaufenthalte an der Friedrich-Wilhelms-Universität in Berlin sowie an der Sorbonne in Paris. Nach einer Italienreise kam er 1905 nach Wien, in dieser Zeit begann er, unter dem Pseudonym Scotus Viator für das britische Nachrichtenmagazin The Spectator zu schreiben. In seinen Buchpublikationen beschäftigte er sich mit dem politischen System Österreich-Ungarns, insbesondere mit der Benachteiligung der dort lebenden Minderheiten. Er arbeitete mit Henry Wickham Steed zusammen (der damals für The Times aus Wien berichtete) und lernte Tomáš Garrigue Masaryk kennen, der damals Abgeordneter der Národní strana svobodomyslná im österreichischen Reichsrat war.
In seinem kurz vor dem Ersten Weltkrieg erschienenen Buch Die südslawische Frage im Habsburger Reiche sprach er sich für eine Auflösung Österreich-Ungarns und für eine staatliche Einheit der Jugoslawen aus.
Als Masaryk 1915 ins Exil nach London kam, verschaffte ihm Seton-Watson eine Dozentenstelle am King’s College London. Beide zusammen gaben ab 1916 eine Wochenzeitschrift namens The New Europe heraus, die 1920 wieder eingestellt wurde.
Seton-Watson war für das Intelligence Bureau mit der Erstellung und Analyse der innenpolitischen Lage in den Feindstaaten tätig. Im Department of Propaganda in Enemy Countries (Direktorat für Propaganda in Feindländern) des War Propaganda Bureau entwickelte er mit Henry Wickham Steed einen Plan, wie die Moral der Bevölkerung der Donaumonarchie mittels Propaganda unterminiert werden könne.
Ab Juli 1918 arbeitete er mit Steed in der Österreich-Ungarn-Abteilung des Direktorats für Propaganda in Feindländern des Ministry of Information im Crewe House unter Alfred Harmsworth.
Steed und Seton-Watson stellten die Monarchie als Vasall und Besitz Deutschlands dar. Die habsburgische Dynastie sei „skrupellos“, man müsse die für Freiheit kämpfenden Völker unterstützen, bei einem Separatfrieden wären die Völker Zentraleuropas zur Sklaverei verdammt.
Steed und Seton-Watson machten die slawischen Unabhängigkeitsbewegungen der Habsburgermonarchie in Großbritannien überhaupt erst populär und machten Druck auf das Foreign Office wegen der Anerkennung der Selbstbestimmungsrechte der Völker Österreich-Ungarns, nicht innerhalb der Monarchie, sondern durch deren Auflösung.

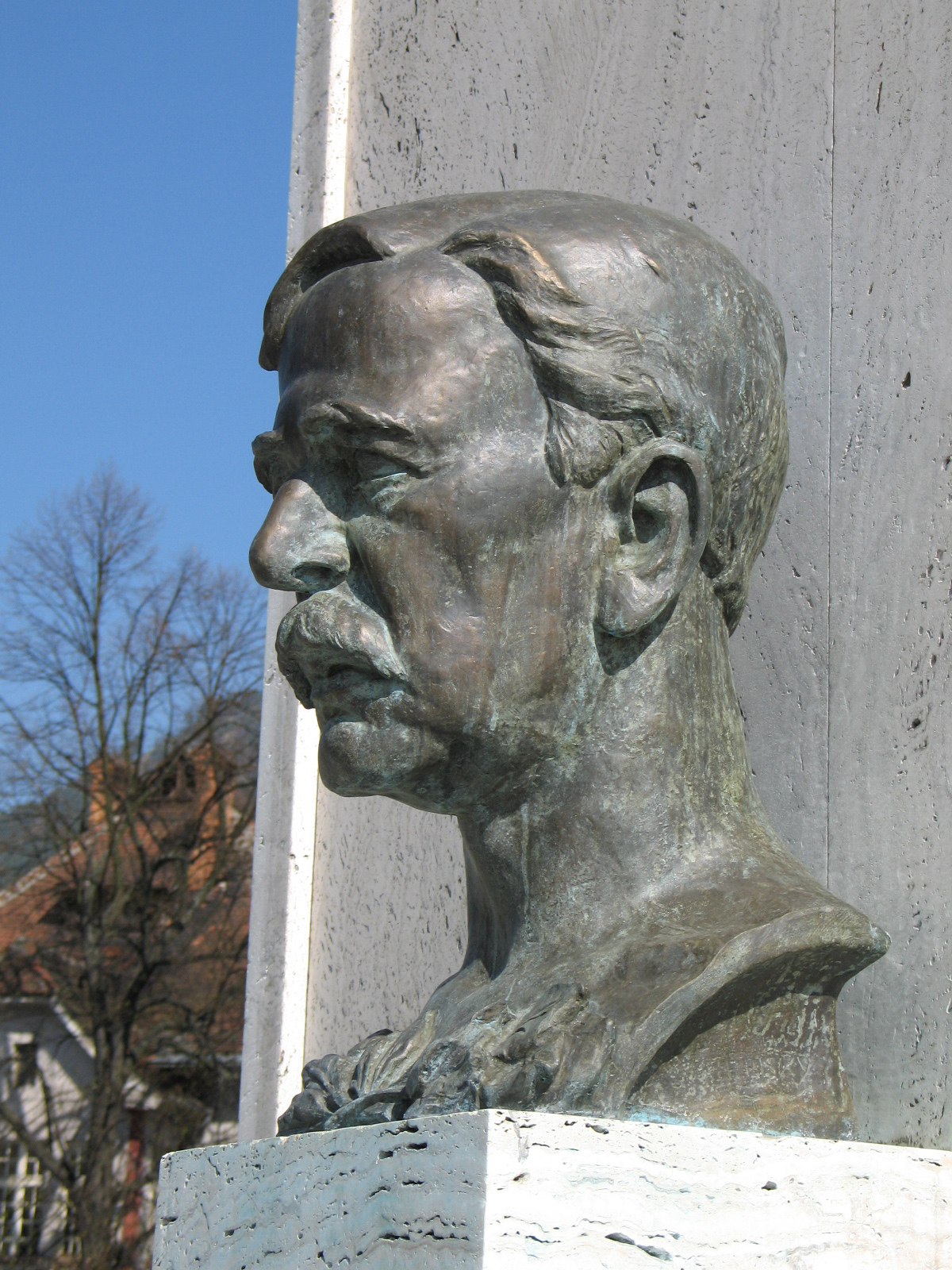
Robert William Seton-Watson, Büste von Vojtech Ihriský in Ružomberok

Ab 1915 lehrte Seton-Watson Osteuropäische Geschichte an der Universität London, ab 1922 bis 1945 als Professor für Mitteleuropäische Geschichte (die Stelle wurde von der Regierung der Tschechoslowakei finanziert). Von 1945 bis 1949 war er Professor für Tschechoslowakei-Studien an der Universität Oxford. Im gleichen Zeitraum war er Präsident der Royal Historical Society.
Neben sehr guten Kenntnissen der deutschen, französischen und italienischen Sprache eignete er sich auch Kenntnisse der ungarischen, serbokroatischen und tschechischen/slowakischen Sprache an. Sein politischer Standpunkt wird als fortschrittlich-liberal beschrieben.

## Ehrungen
Robert William Seton-Watson erhielt Ehrendoktorwürden der Universitäten Prag (1919), Zagreb (1920), Belgrad und Bratislava (beide 1928) sowie Cluj (1930). 1932 wurde er zum Mitglied der British Academy gewählt. Er wurde zweimal (1919 und 1945) von dem jugoslawischen Bildhauer Ivan Meštrović in Bronze porträtiert.

## Familie
Robert William Seton-Watson war der Vater von Hugh Seton-Watson (1916–1984) und Christopher Seton-Watson (1918–2007), die beide ebenfalls Historiker waren.

## Werke

### Monographien
- (als Scotus Viator): Racial problems in Hungary, 1908; Reprint 1972
- (als Scotus Viator): Die Zukunft Österreich-Ungarns und die Haltung der Großmächte, 1908
- Ungarische Wahlen. Beitrag zur Geschichte der politischen Korruption (mit vielen Original-Dokumenten und einem Nachtrag über die jüngsten Wahlen in Kroatien). 1912.
- The southern Slav question and the Habsburg monarchy. 1911. Reprint 1969, deutsche Ausgabe: Die südslawische Frage im Habsburger Reiche, 1913.
- The war and democracy. 1915.
- German, Slav, and Magyar. A study in the origins of the great war, 1916; Reprint 1968; archive.org.
- The rise of nationality in the Balkans. 1918; Reprint 1966
- Sarajevo. A study in the origins of the great war. 1926; Reprint 1973.
- A History of the Roumanians. From Roman times to the completion of unity. 1934; Reprint 1963.
- Disraeli, Gladstone and the eastern question. A study in diplomacy and party politics. 1935; Reprint 1971.
- Britain in Europe : 1789–1914; a survey of foreign policy. 1937; Reprint 1968; Ausgabe von 1945: Textarchiv – Internet Archive.
- From Munich To Danzig. 1939; Textarchiv – Internet Archive.
- Britain and the dictators. A survey of post-war British policy. 1938; Reprint 1968.
- A history of the Czechs and Slovaks. 1943; Reprint 1965; archive.org.
- Masaryk in England, 1943.

### ZeitschriftThe Slavonic Review
u. a. Vol 10 (Juni 1931), Vol 11 (Juli 1932), Vol 12 (Juli 1933), Vol 13 (1934), Vol 14 (1935), 15 (1936), Vol 16 (1937), Vol 17 (1938), Vol 25 (November 1946), Vol 28 (November 1949)

### Briefe
- R. W. Seton-Watson and the Yugoslavs. Correspondence 1906–1941. 2 Bände. 1976.